# 风景和皮维·德·夏凡纳的《贫穷的渔夫》

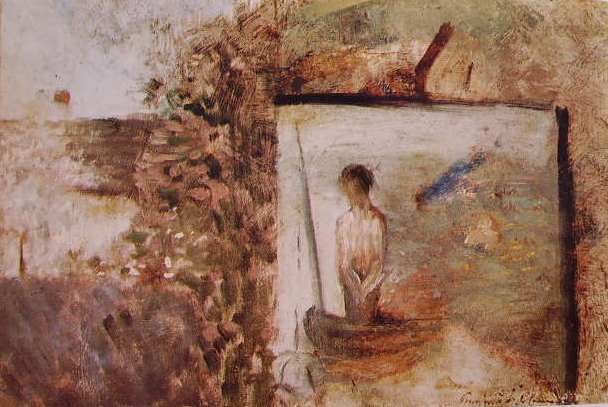

风景和皮维·德·夏凡纳的《贫穷的渔夫》（Paysage avec "Le pauvre pêcheur" de Puvis de Chavannes）是法国画家乔治·修拉的一幅油画，画幅为17.5厘米乘26.5厘米，绘于1881年。现藏于巴黎奥赛博物馆。
修拉的灵感来自皮埃尔·皮维·德·夏凡纳的画作《贫穷的渔夫》。这幅画画在另一幅《圣旺风景画》（Paysage à Saint-Ouen）的背面，在纽约的大都会艺术博物馆展出。1950年5月9日，两幅画分开出售。